# Hister quadrinotatus
Hister quadrinotatus är en skalbaggsart som beskrevs av Scriba 1790. Hister quadrinotatus ingår i släktet Hister och familjen stumpbaggar. Arten har ej påträffats i Sverige.

## Underarter
Arten delas in i följande underarter:
- H. q. subalutaceus
- H. q. quadrinotatus